# 엑시트 (영화)
《엑시트》는 2019년 7월 31일(수요일)에 개봉한 대한민국의 액션, 코미디 영화다. '가스 테러'라는 독특한 소재를 내세웠고, 재난 영화 특유의 무거운 분위기와 뻔한 클리셰를 모두 배제해서 호평을 받았다.

## 줄거리
한 때 산악 동아리 에이스였던 이용남. 하지만 취업에 실패하고, 집에서 허드렛일이나 하며, 누나들에게 구박받고, 어린 조카에게도 무시나 당하는 신세다. 온 가족이 모두 모인 어머니의 7순 잔치 날이었다. 예약해 둔 연회장에서 부점장으로 일하고 있던 산악 동아리 후배 정의주를 만났다. 그 시각 도심에서는 심상찮은 일이 벌어지고 있었다. 의문의 남자가 트럭을 끌고 오더니 유독 가스를 살포하고, 자신도 죽어 버린 것이었다. 급속도로 가스가 퍼지면서 도시는 아수라장이 되었다. 연회장 건물에도 가스가 퍼지는 바람에 귀가하려던 이용남의 가족들도 날벼락을 맞았다. 그들은 서둘러 건물 밖으로 대피했지만 엉망이 된 거리를 보고는 다시 옥상으로 대피하기로 했다. 이런 와중에 이용남의 큰 누나 이정현이 가스를 마셔 위독 상태가 된다. 남은 방법은 옥상에 올라가 구조요청을 하는 것 밖에 없었다. 그러나 옥상의 문은 잠겨 있었고, 밖에서 문을 열어야 들어갈 수 있었다. 모두가 옥상의 문을 열기 위해 전전긍긍하고 있을 때 이용남은 다소 무모한 생각을 하게 된다. 바로 클라이밍을 할 때처럼 맨몸으로 건물 외벽을 타고, 옥상까지 올라가서 문을 여는 것이었다. 가장 먼저 이를 알게 된 정의주와 나중에 알게 된 가족들 역시 하지 말라며 말렸다. 하지만 이대로 있다가는 위험했기에 결국 그는 밧줄 하나에 몸을 묶어 놓고, 건너편 난간을 향해 달렸다. 우여곡절 끝에 옥상의 문을 여는데 성공했다. 이제 헬기가 싣고 온 구조용 버켓을 타고, 옥상을 빠져나가기만 하면 되었다. 그러나 정원초과라는 변수가 나타났다. 이용남은 가족들을 헌신적으로 도와 준 의주를 혼자 두고 갈 수 없어서 정의주만이라도 태우려고 했다. 하지만 정의주는 부점장씩이나 되어서 손님을 버려 놓고, 갈 수는 없다며, 타지 않았다. 결국 헬기는 두 사람을 남겨 놓고, 가 버렸고, 남겨진 두 사람은 차오르는 가스를 피하기 위해 산악부에서 배운 기술들을 이용해 도심을 질주하기 시작한다.

## 등장인물
- 조정석 : 이용남 역
- 임윤아 : 정의주 역
- 고두심 : 김현옥 역
- 박인환 : 이장수 역
- 김지영 : 이정현 역
- 강기영 : 구진만 점장 역
- 김종구 : 둘째 숙부
- 김병순 : 셋째 숙부 역
- 황효은 : 이정미(둘째 누나) 역
- 이봉련 : 이정윤(셋째 누나) 역
- 정민성 : 첫째 매형 역
- 박성일 : 셋째 매형 역
- 박재랑 : 재민 역
- 배유람 : 이용민 역
- 유수빈 : 이용수 역
- 신세휘 : 이용혜 역
- 오희준 : 드론 형제 형 역(특별출연)
- 탁트인 : 드론 형제 남동생 역(특별출연)
- 이동휘 : 중내천 경찰 1 역(특별출연)
- 정우영 : 중내천 경찰 2 역
- 배해선 : CBA 보도국장 역(특별출연)
- 윰댕 : 영상을 통해 상황을 중계하는 여자 인터넷 방송인 역(특별출연)
- 슈기 : 음식을 먹으면서 영상을 보고 있는 여자 인터넷 방송인 역(특별출연)
- 대도서관 : 영상을 통해 상황을 중계하는 남자 인터넷 방송인 역(특별출연)
- 김강훈 : 한지호 역
- 반혜라 : 둘째 숙모 역
- 이정인 : 셋째 숙모 역
- 김강현 : 기백 역(특별출연)
- 윤해빈 : 민지 역
- 장서우 : 영지 역
- 김한솔 : 돌찬치 아빠 역
- 주보비 : 돌잔치 엄마 역
- 박채익 : 일호 역
- 김경룡 : 택시 기사 역
- 조성희 : 택시 손님 역
- 이화정
- 김상보 : 환자 보호자 역
- 이랑서 : 구름정원 알바생 1 역
- 이수정 : 구름정원 알바생 2 역
- 임희수 : 카페 손님 역
- 정지우 : 드라마 주인공 역
- 박윤희 : 소방서장 역
- 이찬유 : 지호 친구 2 역

## 참고 사항
- 영화 개봉 전 불의의 사고로 세상을 뜬 천래훈 특수효과 팀장에 대한 추모의 의미로 엔딩 크레딧에 "故 천래훈님을 기억합니다."라는 문구가 표기되었다.
- 한국 영화 중 7광구, 신과함께-인과 연에 이어 3번째로 IMAX 포맷으로 개봉한다. 특히 CJ 엔터테인먼트로서는 7광구 이후 8년 만에 배급하는 IMAX 한국 영화다.
- 임윤아의 첫 영화 주연작이다.

## 수상 경력
- 2019년 제40회 청룡영화상 신인감독상 - 이상근
- 2019년 제40회 청룡영화상 기술상 - 윤진율, 권지훈
- 2019년 제40회 청룡영화상 여자 인기스타상 - 임윤아
- 2020년 제56회 대종상 편집상 - 이강희
- 2020년 제56회 백상예술대상 영화부문 시나리오상 - 이상근
- 2020년 제25회 춘사영화제 각본상 - 이상근

## 촬영지
- 서울 압구정동
- 인천 송도국제도시
- 대전 탄방동
- 춘천 봄내촬영소
- 수원시 영통구청